# Trần Văn Mão
Trần Văn Mão (sinh ngày 10 tháng 3 năm 1962) là một chính trị gia người Việt Nam. Ông hiện là đại biểu quốc hội Việt Nam khóa 14 nhiệm kì 2016-2021, thuộc đoàn đại biểu quốc hội tỉnh Nghệ An, Phó Trưởng Đoàn chuyên trách Đoàn đại biểu Quốc hội tỉnh Nghệ An, Ủy viên Ủy ban Đối ngoại của Quốc hội. Ông đã trúng cử đại biểu quốc hội năm 2016 ở đơn vị bầu cử số 4, tỉnh Nghệ An (gồm thành phố Vinh và các huyện: Thanh Chương, Nam Đàn, Hưng Nguyên) với tỉ lệ 81,14% số phiếu hợp lệ.

## Xuất thân
Trần Văn Mão sinh ngày 10 tháng 3 năm 1962 quê quán ở xã Thanh Phong, huyện Thanh Chương, Nghệ An. 
Ông hiện cư trú ở Số nhà 05, hẻm số 9, ngõ 75, đường Lê Nin, khối Tân Hòa, phường Hà Huy Tập, thành phố Vinh, tỉnh Nghệ An.

## Giáo dục
- Giáo dục phổ thông: 10/10
- Đại học Luật
- Thạc sĩ Luật học
- Cao cấp lí luận chính trị

## Sự nghiệp
Ông gia nhập Đảng Cộng sản Việt Nam vào ngày 1/12/1992.
Ông từng là đại biểu hội đồng nhân dân Tỉnh Nghệ An nhiệm kỳ 2004-2011; 2011- 2016.
Khi lần đầu ứng cử đại biểu Quốc hội Việt Nam khóa 14 vào tháng 5 năm 2016 ông đang là Ủy viên Đảng Đoàn Hội đồng nhân dân, Ủy viên Thường trực Hội đồng nhân dân tỉnh Nghệ An, làm việc ở Văn phòng Đoàn đại biểu Quốc hội và Hội đồng nhân dân tỉnh Nghệ An.
Ông đã trúng cử đại biểu quốc hội năm 2016 ở đơn vị bầu cử số 4, tỉnh Nghệ An (gồm thành phố Vinh và các huyện: Thanh Chương, Nam Đàn, Hưng Nguyên) với được 463.363 phiếu, đạt tỷ lệ 81,14% số phiếu hợp lệ.
Ông hiện là Phó Trưởng Đoàn chuyên trách Đoàn đại biểu Quốc hội tỉnh Nghệ An, Ủy viên Ủy ban Đối ngoại của Quốc hội.
Ông đang làm việc ở Văn phòng Đoàn đại biểu Quốc hội và Hội đồng nhân dân tỉnh Nghệ An (Đại biểu chuyên trách: Địa phương).

## Đại biểu Quốc hội Việt Nam khóa 14 nhiệm kì 2016-2021

#### Đề nghị không cho phép công dân tố cáo qua điện thoại, email
Sáng ngày 24 tháng 5 năm 2018, tại biểu Thảo luận về dự án Luật Tố cáo (sửa đổi) tại kỳ họp thứ 5, Quốc hội khóa 14, ông đề nghị bỏ quy định cho phép công dân tố cáo qua điện thoại, email vì ông cho rằng chỉ vì một cuộc gọi, một tin nhắn mà huy động toàn bộ các lực lượng giải quyết tố cáo là lãng phí nguồn lực nhà nước, tỉ lệ tố cáo đúng thấp (20%).